# Char D3
De Char D3 was een Frans tankproject van voor de Tweede Wereldoorlog.

## Ontwikkeling
Zowel in het Plan 1922 als het Plan 1926, de beide ontwikkelingsprogramma's voor tanks bij de Franse Infanterie in de jaren twintig, was voorzien in de bouw van een Char Colonial.
In 1922 werd dit type nog gezien als een algemene lichte infanterietank met een lichte bepantsering die betrouwbaar genoeg was om lange patrouilletochten in de koloniën te kunnen maken. Het gewicht mocht niet boven de acht ton liggen. Omdat er wegens de overvloed aan FT 17's in vredestijd geen speciale productie van lichte infanterietanks zou zijn voor het moederland, moest de tank een ophanging hebben die sterk genoeg was om een versterkte pantsering te kunnen dragen zodat hij in tijd van nood snel als normale infanterietank geproduceerd kon worden.
In 1926 werden de verhoudingen omgekeerd: er zou een normale infanterietank worden gebouwd, en een lichte versie daarvan zou dan dienstdoen als Char Colonial.
Tussen 1926 en 1930 werd gewacht op de ontwikkeling van de infanterietank. In dat laatste jaar besloot men tot de bouw van de Char D; op 23 januari werden in het kader van het Plan 1930 door de Direction de l'Infanterie in een nota aan het ministerie van defensie de eisen hernieuwd vastgesteld en op 14 april werd besloten Renault opdracht te geven op basis van de Char D een prototype te produceren van een Char D3, samen met een opdracht voor een prototype van juist een zwaarder gepantserde tank, de Char D2. In mei contacteerde men Renault en hun ontwerpbureau begon onmiddellijk aan een studie. Pas in december 1931 werd een contract gesloten waarna beide prototypes in april 1932 gereedkwamen.

## Beschrijving
Van de Char Colonial zijn geen foto's of bouwtekeningen bewaard gebleven; sommige oudere literatuur toont per abuis afbeeldingen van niet direct gerelateerde Renault tankprototypes uit de jaren twintig. Uit de teksten komt het volgende beeld naar voren van de verhoopte kwaliteiten van het project dat Renault in zijn correspondentie met het Franse leger "Char D3" noemt, maar waarvoor de fabriek zelf de code Renault VA gebruikt (de Char D2 heeft de onmiddellijk voorliggende code UZ). Het gaat om een voertuig dat een romp bezit die overkomt met die van de Char D2. Men vermeldt aldus een grotere chassislengte van vijf meter, en een verbeterd overschrijdingsvermogen: 2,50 in plaats van 2,20 meter, hoewel de lengte met staart weer gelijk is aan die van de Char D. Die romp lijkt beter waterdicht te zijn dan later bij de Char D zou blijken: men claimt een waadvermogen van 1,40 m.
De snelheid moet gaan liggen op 32 km/u. Dat wordt mogelijk gemaakt door zowel de maximumpantserdikte te verlagen van 35 naar 22 mm als een sterkere V-6 120 pk motor met acht liter cilinderinhoud te installeren. De zijpantserplaten moeten zestien millimeter dik zijn. Het gewicht daalt naar 10,1 ton. Het rijbereik zal 150 km moeten zijn — een gedeelte van de extra ruimte zal dus kennelijk gebruikt moeten worden voor een grotere benzinetank, of er werd een dieselmotor voorzien — en de maximale klimhoek 60%.
De bewapening zal gelijk moeten zijn aan die van de Char D.

## Afloop
In mei 1932 werd het prototype beproefd en vrijwel onmiddellijk afgewezen. Het gewicht was hoger dan de gespecificeerde acht ton. Het hoofdbezwaar was echter dat de tank niet snel genoeg was. De verhoopte 32 km/u werd bij lange na niet gehaald. De ophanging van de Char D of D2 is nooit bedoeld geweest voor hoge snelheden; de hogere bandenspanning leidde tot een te grote wrijving bij de assen.
Het project werd daarna verhuisd naar een ander chassis, hetgeen zou leiden tot de Renault ZT4.
Het prototype werd in 1935 omgebouwd tot een gemechaniseerd 75 mm geschut om hiermee schietproeven te doen als voorbereiding op de constructie van de SAu 40. Het plan tot het bouwen van zo'n voertuig stamde al uit de vroege jaren dertig: het zou kunnen dienen als snelle vervanging van de houwitserfunctie van de Char B1 in geval toen lopende wapenbeperkingsbesprekingen tot een verbod zouden leiden van tanks zwaarder dan 25 ton. Doordat de besprekingen in de zomer van 1932 op niets uitliepen, bleef het project eerst op de plank liggen.
Van dit geschut zijn wel foto's bewaard gebleven. Hieruit blijkt dat de ophanging van de Char D3 sterk leek op die van het prototype van de Char D2 maar er niet volledig identiek aan was. De moddervangers ontbraken, wat wel verklaard is als een aanpassing aan de drogere omstandigheden in Noord-Afrika. Bij het gemechaniseerd geschut was de toren verwijderd, en de opbouw van de romp was volledig aangepast om rechts vooraan het 75 mm kanon te kunnen installeren. Daartoe was een simpele balkvormige kazematopbouw met klinknagels aangebracht; de rechterhelft van de neus werd verwijderd; de linkerhelft was ver naar voren aangebracht; het is niet bekend of dit ook een latere aanpassing was of al een oorspronkelijk kenmerk van het Char D3 tankprototype. Rechts midden op de romp is boven de opbouw een smalle maar hoge cabine geconstrueerd die kennelijk diende als vuurwaarnemingspost tijdens de schietproeven; deze was toegankelijk door middel van een hoge deur in de rechterzijkant.